# 拉巴斯省 (玻利維亞)
拉巴斯省（西班牙語：Departamento de La Paz）是玻利維亞西部的一個省份，省会为拉巴斯。全省面積为133,985平方公里，2024年人口数量为3,022,566人，人口数量在全國各省中排名第一。该省与秘鲁、智利接壤。